# Tyler Harris
Tyler James Lee Harris (Dix Hills, 1º settembre 1993) è un cestista statunitense naturalizzato qatariota, di ruolo ala grande.

## Biografia
È il fratello minore di Tobias Harris e il cugino di Channing Frye, anche loro cestisti e professionisti in NBA.

## Carriera
Ha giocato, a livello universitario, per gli NC State Wolfpack, i Providence Friars e gli Auburn Tigers. Dopo non essere stato scelto al Draft NBA 2016, il 22 luglio 2016 viene firmato dalla squadra di Pro A del Paris-Levallois, con cui inizia la sua carriera professionistica.